# Ría de Corcubión
La ría de Corcubión se encuentra en la provincia de La Coruña, Galicia, España, y forma parte de las Rías Bajas.

## Geografía
La ría describe un amplio arco, desde el cabo de Finisterre, la desembocadura del río Jallas, en el pueblo de Ézaro, esta zona se le denomina ría de Ézaro, el monte Pindo que domina el conjunto, se va abriendo dicho arco hacia el sur hasta la playa de Carnota, por lo que se va transformando en una ensenada.
Baña los municipios de Finisterre, Corcubión, Cee, Dumbría y Carnota. 
El muelle de Brens se sitúa en la ría, por la cual entran buques para cargar mercancía.
- Datos: Q3393856